# Phyllagathis setotheca
Phyllagathis setotheca är en tvåhjärtbladig växtart som beskrevs av Hui Lin Li. Phyllagathis setotheca ingår i släktet Phyllagathis och familjen Melastomataceae. Inga underarter finns listade i Catalogue of Life.